# Cinchona villosa
Cinchona villosa är en måreväxtart som beskrevs av Pav. och John Lindley. Cinchona villosa ingår i släktet Cinchona och familjen måreväxter. Inga underarter finns listade i Catalogue of Life.